# Лејк Блаф (Илиноис)
Лејк Блаф (енгл. Lake Bluff) град је у америчкој савезној држави Илиноис.

## Демографија
По попису из 2010. године број становника је 5.722, што је 334 (-5,5%) становника мање него 2000. године.
| Група             | 2000.         | 2010.         |
| Белци             | 5.710 (94,3%) | 5.182 (90,6%) |
| Афроамериканци    | 31 (0,5%)     | 33 (0,6%)     |
| Азијати           | 200 (3,3%)    | 317 (5,5%)    |
| Хиспаноамериканци | 72 (1,2%)     | 109 (1,9%)    |
| Укупно            | 6.056         | 5.722         |